# Alessandro Zamperini
Alessandro Zamperini (* 15. August 1982 in Rom, Italien) ist ein italienischer ehemaliger Fußballspieler.

## Karriere
Zamperini begann seine Karriere in der Serie A bei Lazio Rom, bekam seinen ersten Profi-Vertrag aber beim Stadtrivalen AS Rom. Anschließend wechselte er in die englische Premier League zum FC Portsmouth, wo er 16 Spiele absolvierte und zwei Tore erzielte. Im folgenden Jahr wechselte er zurück in die Serie A zum FC Modena, wo er allerdings keine Spiele bestreiten konnte.
Nach mehreren Stationen in der Serie C1, unter anderen bei SSD Acireale Calcio, SS Sambenedettese Calcio und Ternana Calcio, wechselte er 2007 in die Serie C2 zu AS Cisco Roma und 2008 zur AS Pescina Valle del Giovenco. 2009 wechselte er erneut ins Ausland und unterschrieb beim lettischen Meister FK Ventspils, für den er ein Tor in der UEFA Europa League beim Unentschieden gegen Sporting Lissabon erzielte.
2010 wechselte er zum italienischen Verein Ravenna Calcio.